# 泷泽演舞城
《泷泽演舞城》（日语：／ Takizawa Enbujō *）是日本一部音乐剧。主演为泷与翼中的泷泽秀明，编剧、创意与总导演均为强尼·喜多川。本剧有衍生剧《泷泽歌舞伎》。

## 剧目概要
2006年3月于新桥演舞场首演，由泷泽秀明主演的时代剧的现场音乐剧。 泷泽秀明在2005年在NHK主演过同题材的大河剧《义经》，该剧讲述了江户时代源义经的故事。新桥演舞场是杰尼斯事务所旗下大部分艺人举行首次公演的地方。 时年23岁的泷泽秀明成为新桥演舞场历史上最年轻的“座长”， 同时因为该剧让泷泽也成为大阪松竹座、帝国剧场、梅田艺术剧场等四个剧场最年轻座长记录的创造者。
2010年4月，泷泽秀明成为《泷泽演舞城》衍生剧《泷泽歌舞伎》的导演。
2012年4月16日，300场演出纪录达成。
随着新桥演舞场、歌舞伎座在2010年对舞台进行改建，剧组于2010年至2012年期间搬迁至日生剧场，并演出了《泷泽歌舞伎》。
2015年，本剧作为杰尼斯事务所在海外公演的第一部自制舞台剧而在新加坡登台。

## DVD出版
- 泷泽演舞城（发行日期：2007年7月18日）

- 泷泽演舞城 '08命 （发行日期：2009年2月18日）

- 泷泽歌舞伎（发行日期：2010年9月22日）[7][8]

- 泷泽歌舞伎 2012（发行日期：2013年2月22日）

- 泷泽歌舞伎 2014（发行日期：2014年7月16日）[9]

- 泷泽歌舞伎 10周年庆典（发行日期：2016年2月3日）[10]

- 泷泽歌舞伎2016（发行日期：2016年9月14日）[11]

## 关联词条
- DREAM BOY——泷泽秀明担任座长的一部音乐剧。